# Кубарев, Олег Михайлович
Оле́г Миха́йлович Ку́барев (бел. Алег Міхайлавіч Кубараў; род. 8 февраля 1966, Жодино, Минская область) — белорусский и советский футболист, игравший на позиции центрального полузащитника.

## Карьера

### Игровая
Первый тренер — Пётр Михеев.
Играл за жодинское «Торпедо», минский СКАФ, витебский «Витязь», «Молодечно», российский «Самотлор», латвийский «Вайрогс», казахстанский «Елимай», могилевское «Торпедо-Кадино», «Лиду», минскую «Академ-Славию».
В конце 1991 — начале 1992 играл в Польше за клуб одной из низших лиг.

### Тренерская
Тренерскую карьеру начал в 2001 году, возглавив СКАФ, одновременно продолжая играть. Был тренером «Академ-Славии», «Дариды», минской «Смены», ФК «Минск», «Торпедо».
С декабря 2009 по декабрь 2012 был главным тренером ФК «Гомель». В феврале 2013 года возглавил латвийский «Спартак». В июле того же года покинул команду.
С 3 сентября 2013 по декабрь 2014 года был главным тренером молдавского клуба «Зимбру». В январе 2015 года Кубарев занял 821-е место в рейтинге клубных тренеров издания Football Coach World Ranking.
С января по март 2015 года являлся главным тренером кишинёвской «Дачии».
В начале 2016 года стал главным тренером юрмальского «Спартака», в котором работал ранее.
В декабре 2016 года был назначен главным тренером солигорского «Шахтёра». В первой половине сезона 2017 команда возглавляла таблицу Высшей лиги, однако потерпела поражение в финале Кубка Белоруссии и выбыла из розыгрыша Лиги Европы, уступив в первом квалификационном раунде «Судуве». 10 июля 2017 года стало известно, что Кубарев вместе со всем тренерским штабом был отправлен в отставку.
25 июля 2017 года представлен в качестве нового главного тренера жодинского «Торпедо-БелАЗ». По результатам сезона 2017 привёл команду к пятому месту в чемпионате Белоруссии. В ноябре продлил соглашение с клубом на долгосрочной основе. В сезоне 2018 повторил результат предыдущего розыгрыша. В декабре 2018 года стало известно, что Кубарев покидает должность главного тренера жодинцев.
В марте 2019 года стал главным тренером латвийской «Риги», однако уже в апреле покинул команду. В июне возглавил «Елгаву», с которой в сезоне 2019 занял седьмое место в чемпионате Латвии, а также дошёл до финала Кубка. В январе стало известно, что Кубарев останется тренером «Елгавы» в сезоне 2020. В августе 2020 года был уволен с поста главного тренера латвийского клуба. В первой половине 2021 года назначен спортивным директором клуба «Крумкачи», а в июле этого же года стал главным тренером команды. Покинул клуб в январе 2022 года.
В декабре 2022 года возглавил молодёжную сборную Таджикистана до 20 лет.
В декабре 2023 года стал тренером дзержинского «Арсенала».
Параллельно с работой в «Арсенале» занимает должность директора ДЮСШ по футболу «Груганы».
В июне 2025 года покинул дзержинский «Арсенал», ответив согласием на предложение молдавского «Зимбру». Кубарев вернулся в клуб из Кишинева через десять с половиной лет. 

## Достижения

### Игровые
«Металлург» (Молодечно)
- Чемпион БССР: 1991
- Обладатель Кубка БССР: 1990, 1991

### Тренерские
«Гомель»
- Бронзовый призёр чемпионата Белоруссии: 2011
- Обладатель Кубка Белоруссии: 2010/11
- Обладатель Суперкубка Белоруссии: 2012

«Зимбру»
- Обладатель Кубка Молдовы: 2013/14
- Обладатель Суперкубка Молдовы: 2014

«Спартак» Юрмала
- Чемпион Латвии: 2016
- Финалист Кубка Латвии: 2015/16

«Шахтёр» Солигорск
- Финалист Кубка Белоруссии: 2016/17

«Елгава»
- Финалист Кубка Латвии: 2019